# Love It or List It
Love it or List it (Vívala o Véndala en Hispanoamérica, Tu casa a juicio en España) es una serie de televisión canadiense orientada al diseño y al interiorismo. La serie es emitida en España en el canal Divinity y en Hispanoamérica a través de Discovery Home and Health. Producida por Big Coat Productions, tiene lugar en Toronto y otras áreas circundantes en Ontario, Canadá. 
El espectáculo se estrenó oficialmente como un programa "Prime Time" en W Network el 8 de septiembre de 2008 y desde entonces se ha emitido en VIVA Network (que después sería el propietario del canal canadiense The Oprah Winfrey Network Canada), y en países fuera de Canadá como Estados Unidos y España.

## Sinopsis
Love it or List it está protagonizada por la diseñadora Hilary Farr y el agente inmobiliario David Visentin. En cada episodio, una pareja tiene que decidir si sigue viviendo en su actual casa reformada por Hilary o mudarse a una nueva casa propuesta por David. Para ello, presentan a Hilary una lista de cosas que tendrían que cambiar en su casa actual, y a David una lista de cosas que van a necesitar en un nuevo hogar. Hilary entonces trata de satisfacer las necesidades de la pareja mediante el rediseño de su hogar actual, mientras que David trata de lograr lo mismo mediante la búsqueda de una casa a la venta apropiada para ellos.
Tanto a Hilary como a David les dan un presupuesto con el que tienen que trabajar, así como una lista de exigencias que deben cumplir. David lleva a los propietarios a algunas viviendas nuevas, mientras que Hilary, con la ayuda de su asistente y diseñadora Desta, renueva la casa de la pareja. Al final del episodio, los espacios reformados se muestran a la pareja, y luego deciden si es mejor quedarse en la nueva casa reformada por Hilary o mudarse, y comprar una de las casas que David les ha presentado.

## Reparto
- Hilary Farr es una diseñadora nacida en Toronto. Ha vivido en Australia, Inglaterra, California y Nueva York. Farr perfeccionó sus habilidades en propiedades en Los Ángeles, Santa Bárbara, Nueva York y Toronto. Cuando regresó a Toronto, se convirtió en la primera diseñadora que presentaba propiedades en venta. Continúa construyendo y diseñando casas en el centro de la ciudad, donde ella misma vive y tiene propiedades.[2]

- David Visentin es un agente inmobiliario nacido en el sur de Ontario (concretamente de la ciudad de Mississauga). Trabaja en la compañía inmobiliaria canadiense Country Living Realty Limited desde 1987. Se graduó en la Universidad de Waterloo, en Waterloo, Ontario, donde estudió Derecho.[3]

### Coprotagonistas
- Desta Ostapyk: es una diseñadora nacida en Toronto y que se graduó en 2004 en la Academia Internacional de Toronto de Diseño y Tecnología en Diseño de Interiores, y desde entonces se ha centrado en una carrera en la industria de la televisión. Comenzó a trabajar con las producciones de Big Coat Productions durante su último semestre de la escuela como pasante en la exitosa serie de HGTV La casa de mis padres. Pronto se convirtió en la estilista de diseño para el show "Tu casa a juicio".[4]

- Julia Whyte: es una diseñadora y estilista canadiense nacida en Vancouver. Recibió su Licenciatura en Diseño Ambiental de la Universidad de Ontario del arte y del diseño. Desde que se graduó, ha sido parte del equipo de diseño de diferentes programas, sobre todo para el canal estadounidense HGTV, en la serie "La casa de los padres". Actualmente es la diseñadora y estilista de "Tu casa a Juicio" junto con Jillian Harris.

- Eddie Richardson: es un contratista en la serie Tu casa a Juicio, antes tenía una carpintería y dirigía un negocio familiar. También fue jugador de vóley playa y pescador profesional.

- Fergus McLaren: desde hace 10 años, McLaren posee su propia empresa de construcción, la R-Mac Solutions. Actualmente trabaja como contratista en la serie canadiense Tu casa a Juicio (Love It or List It).

### Equipo
- Arquitecto: Simon West
- Productor de Coordinación: Linda Johnstone
- Constructor de Coordinación: David Violante
- Agente Inmobiliario de coordinación: Nathalie Brown
- Asistentes de construcción: Chris Blinn, Adam Dalgarno, Ahren Mrowietz, Dale George
- Diseñador de Coordinación: Kaaveh Shoman
- Jefe de construcción: Hillary Farr

## Episodios
| Temporada | Fecha inicio            | Fecha fin               | Episodios | Victorias de Hilary | Victorias de David |
| --------- | ----------------------- | ----------------------- | --------- | ------------------- | ------------------ |
| 1         | 8 de septiembre de 2008 | 5 de enero de 2009      | 12        | 9                   | 3                  |
| 2         | 6 de abril de 2009      | 7 de diciembre de 2009  | 18        | 10                  | 8                  |
| 3         | 3 de mayo de 2010       | 8 de noviembre de 2010  | 21        | 9                   | 12                 |
| 4         | 14 de marzo de 2011     | 11 de noviembre de 2011 | 19        | 12                  | 7                  |
| 5         | 20 de febrero de 2012   | 19 de noviembre de 2012 | 18        | 10                  | 8                  |
| 6         | 19 de enero de 2013     | 1 de julio de 2013      | 14        | 8                   | 6                  |
| 7         | 8 de enero de 2014      | 9 de abril de 2014      | 14        | 11                  | 3                  |
| 8         | 8 de septiembre de 2014 | 9 de enero de 2015      | 16        | 8                   | 8                  |
| 9         | 9 de marzo de 2015      | 7 de diciembre de 2015  | 22        | 13                  | 9                  |
| Total     | Total                   | Total                   | 154       | 90                  | 64                 |

 Se conoce como 'Victoria de Hillary' cuando la familia decide quedarse en su actual casa después de la reforma (Love it), y la 'Victoria de David' es cuando la familia decide mudarse a la nueva casa encontrada por David (List it).

## Premios y nominaciones
El 31 de agosto de 2010, Love it or List it fue nominada a dos Premios Gemini en la categoría "Mejor Programa de Realidad o Serie y Mejor Dirección en un programa de realidad". Cuando HGTV estrenó el show en la red, la compañía afirmó que "Tu casa a juicio" ha sido la serie de más alta calificación de la realidad.
Sin embargo, ha habido algunas críticas negativas hacia el reality show; Joe Gant de "The Globe and Mail", escribió que "el espectáculo estaba compuesto por un guion y toda la escena dramática era falso", y diversos compañeros escribieron comentarios muy similares con respecto a los clientes en los espectáculos. Muchas de estas críticas acusan a los clientes que optó por "Love it", sabía de antemano que iban a permanecer en sus hogares una vez remodeladas por Hilary Farr.
En 2012, el columnista del New York Times Gail Collins, señaló que era el programa de televisión favorito del país. También lo afirmó la secretaria de Estados Unidos Hillary Rodham Clinton diciendo que era su programa favorito.

## Anuncios
En febrero de 2010, Vim anunció en uno de los episodios que Hilary Farr aparecería en un anuncio de su empresa. La diseñadora Hilary Farr apareció en varios comerciales de Vim en 2010, al igual que en anuncios de televisores Samsung, mientras que David Visentin apareció en una campaña de tierra de los televisores LG en el 2011. David también ha aparecido conduciendo vehículos en anuncios de Lexus, Toyota, Volvo y Jeep.